# Филипийска, Неаполска и Тасоска епархия
 Тази статия е за православната епархия.  За едната титулярна римокатолическа вижте Филипийска архиепархия (Римокатолическа църква).  За другата вижте Тасоска епархия (Римокатолическа църква).
Филипийската, Неаполска и Тасоска епархия (на гръцки: Ιερά Μητρόπολη Φιλίππων, Νεαπόλεως και Θάσου) е епархия на Вселенската патриаршия, управлявана от Църквата на Гърция, със седалище в македонския град Кавала.

## Филипийска епархия
Филипи е античен град, който получава посланието на християнската вяра в 50 година от Апостол Павел при първото му пътуване (Деяния 16, 12-40). Павел посещава града още два пъти при третото му пътуване между 57 и 58 година (Деяния 20, 1-6). Християнската общност във Филипи се ползва с уважението на своя основател, който им изпраща своя делегат Епафродит (Филипяни 4, 10-20), смятан по традиция за първия епископ на града. Няколко жители на Филипи приемат мъченическа смърт, което е видно от писмото на Свети Поликарп до филипяните и както е посочено във Vetus Martyrologium Romanum: „Philippis, in Macedonia, natalis sanctorum Martyrum Rufi et Zosimi, qui ex illorum numero discipulorum fuerunt, per quos primitiva Ecclesia in Judaeis et Graecis fundata est; de quorum etiam felici agone scribit sanctus Polycarpus in epistola ad Philippenses“. Същият мартиролог споменава на 26 юли Свети Ераст, вторият епископ на града след Епафродит, който „illic a beato Paulo Apostolo relictus Episcopus, ibidem martyrio coronatus est“. Игнатий Богоносец в писмото си до християнската общност във Филипи около първите две десетилетия на II век поздравява и светия епископ Виталий.
Филипийската епархия първоначално е била подчинена на Солунската архиепскопия. По-късно е издигната в ранг на митрополия, както е видно в Notitia Episcopatuum, изготвен от византийския император Лъв VI Философ (886-912), където тя е на 39-о място сред митрополиите на Константинополската патриаршия с 6 подчинени епископии: Полистило, Велиция, Христуполис, Смолен, Кесарополи и Алектриополи.
Епископи
| Име       | Име         | Години |
| --------- | ----------- | --- |
| Епафродит | Ἐπαφρόδιτος | светец, I век |
| Ераст     | Ἔραστος     | светец, I век |
| Виталий   | Βιτάλιος    | началото на II век |
| Порфирий  | Πορφύριος   | участник в Сердикийския събор, 343 – 344 г. |
| Флавий    | Φλάβιος     | споменат в 367 г. |
| Флавиан   | Φλαβιανός   | участник Третия вселенски събор в Ефес в 431 г., подписал „Φλαβιανοῦ Φιλίππων, ἐπέχοντος καὶ τὸν τόπον ῾Ρούφου τοῦ εὐλαβεστάτου ἐπισκόπου τῆς Θεσσαλονικέων“ |
| Созонт    | Σώζων       | преди 449 – след 451 г. |
| Аверкий   | Αβέρκιος    | споменат в 518 г. |
| Деметрий  | Δημήτριος   | преди 533 – след 536 |
| Андрей    | Ανδρέας     | споменат в 692 г. |
| Никандър  | Νίκανδρος   | споменат в 717 г. |
| Бонифаций | Βονιφάτιος  | умрял в 761 г. |
| Николай   | Νικόλαος    | споменат в 879 г. |
| Василий   | Βασίλειος   | |
| Методий   | Μεθόδιος    | |
| Авксентий | Αυξέντιος   | споменат в 975 г. |
| Евтимий   | Ευθύμιος    | споменат в 997 г. |
| Йоан      | Ιωάννης     | споменат в 1028 г. |
| Инокентий | Ιννοκέντιος | споменат в 1053 г. |
| Михаил    | Μιχαήλ      | споменат в ~1334-1347 г. |

## Тасоска епархия
Според Мишел льо Киен тасоският епископ Онорат е споменат като участник в Халкидонския събор в 451 година. В V - VI век е споменат Александър. Георгий Мисаилидис е тасоски митрополит от 1924 до 1932 година.
Тасоски
| Име        | Име        | Години      |
| ---------- | ---------- | ----------- |
| Онорат     | Ονώρατος   | 451         |
| Александър | Αλέξανδρος | V – VI век  |
| Георгий    | Γεώργιος   | 1924 – 1932 |

## Филипийска, Неаполска и Тасоска епархия
Епархията е основана в 1924 година под името Кавалска и Местенска (Καβάλας καὶ Νέστου). В 1930 година е прекръстена на Филипийска и Неаполска (Φιλίππων καὶ Νεαπόλεως), а в 1953 година с присъединяването на Тасос от Маронийската епархия получава сегашното си име.
Начело на епархията от 2017 година е митрополит Стефан.
Филипийски, Неаполски и Тасоски митрополити
| Име        | Име                   | Години      |
| ---------- | --------------------- | ----------- |
| Хрисостом  | Χρυσόστομος           | 1924 – 1962 |
| Александър | Αλέξανδρος Κοντώνης   | 1965 – 1974 |
| Прокопий   | Προκόπιος Τσακουμάκας | 1974 – 2017 |
| Стефан     | Στέφανος Τόλιος       | 2017 –      |

## Манастири
| Име                           | Място   | Мъжки / Женски |
| ----------------------------- | ------- | -------------- |
| „Свети Сила“                  | Кавала  | мъжки          |
| „Света Богородица“            | Тасос   | мъжки          |
| „Свети Пантелеймон“           | Тасос   | женски         |
| „Свето Преображение Господне“ | Газилер | женски         |